# Augustin Thierry
Pour les articles homonymes, voir Thierry.
Ne doit pas être confondu avec Amédée Thierry, son frère, également historien.
 (juin 2024).
- Si vous ne connaissez pas le sujet, laissez ce bandeau (vous pouvez alors contacter les auteurs).
- Si vous supprimez le contenu mis en cause (vous pouvez préalablement contacter les auteurs),

argumentez précisément cette suppression dans la page de discussion
(un manque de référence n'est pas un argument ; une recherche réelle de référence doit avoir été effectuée, être formellement documentée).
Jacques Nicolas Augustin Thierry, né le 10 mai 1795 à Blois et mort le 22 mai 1856 à Paris, est un historien français.
Reconnu comme l'un des premiers historiens à avoir travaillé sur des sources originales, il se démarque de ses homologues contemporains par une narration très vivante et presque romancée, mêlant érudition et imagination. On lui doit aussi la première étude critique des institutions communales françaises. Il est considéré par Jules Michelet comme appartenant à la Pléiade Historique. 
Augustin Thierry est le frère d’Amédée Thierry et l’oncle de Gilbert Augustin-Thierry.

## Biographie
Né à Blois le 10 mai 1795 (soit le 21 floréal An III du calendrier républicain), fils du bibliothécaire Jacques Thierry et de Catherine Leroux, il est le frère aîné d'Amédée Thierry. S'il n'a pas l'avantage de la naissance ou de la fortune, il se révèle vite remarquablement doué. Il recueille de nombreux prix et se distingue au collège de Blois, ce qui lui ouvre les portes du Pensionnat normal en octobre 1811. En deux ans, il obtient le baccalauréat-ès-lettres, le baccalauréat-ès-sciences et la licence de lettres. En 1813, il est envoyé à Compiègne pour y enseigner les humanités mais il revient rapidement à Paris.
Proche des idées de la Révolution française, adoptant la vision idéale de la société prônée par le comte de Saint-Simon, il devient son secrétaire de 1814 à 1817 et même, comme il l'affirme, son « fils adoptif ». Contrairement à la plupart des disciples de Saint-Simon, qui ne traitent que de questions théoriques ou pratiques, Augustin Thierry concentre toute son attention sur l'Histoire.
Sa vocation en ce domaine est fortement influencée par la lecture des Martyrs de Chateaubriand. Plus tard, son ardeur romantique se nourrit aussi des romans de Walter Scott. Sans écrire des récits de fiction, il envisage l'Histoire sous son aspect littéraire et dramatique, pour insuffler à ses récits davantage de vie.
En 1817, il entre au journal Le Censeur (qui devient le Censeur Européen) et se lance dans le combat libéral. Dès 1819, il fournit un article par semaine : il cherche dans l'Histoire les arguments nécessaires à la réfutation de la politique contemporaine et expose ses idées directrices sur les Grandes invasions, la conquête normande de l'Angleterre, la formation des communes, l'ascension progressive des nations vers un gouvernement libéral ou le développement des institutions parlementaires. Après la disparition du Censeur Européen en 1820, c'est dans les Lettres sur l'histoire de France, publiées la même année par le Courrier Français, qu'il expose ses principes d'une « réforme historique ». Mais des critiques virulentes le contraignent à quitter le Courrier Français en janvier 1821.

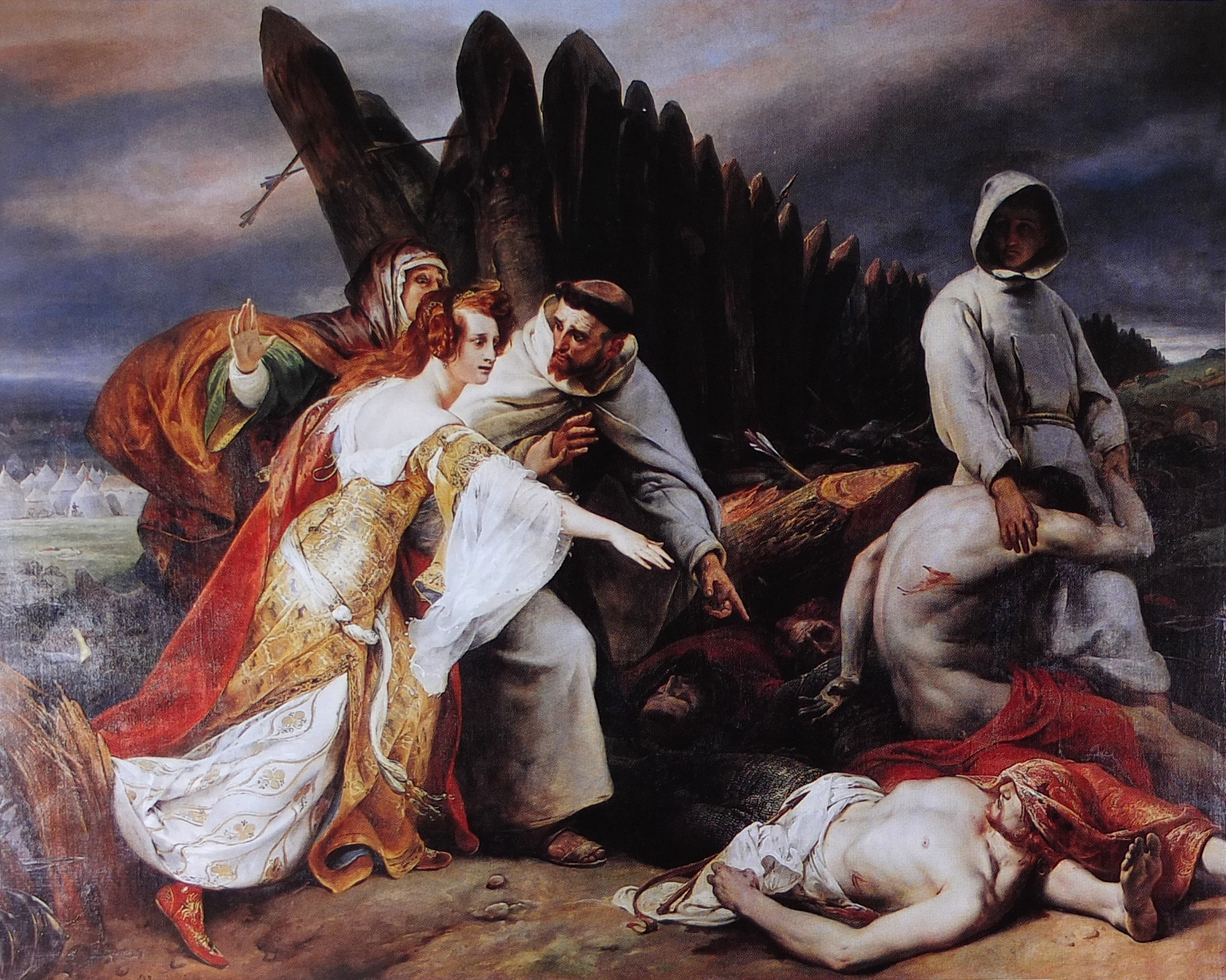
Édith retrouvant le corps d'Harold après la bataille d'Hastings,
Horace Vernet (1827).
Musée Thomas-Henry, Cherbourg.

Claude Fauriel lui apprend à utiliser les sources originales pour comprendre l'Histoire indépendamment de ses aspects subjectifs. Après avoir lu des chroniques latines et étudié un recueil de lois anglo-saxonnes jusque-là mal comprises, il fait paraître en 1825 une Histoire de la conquête de l'Angleterre par les Normands, qui soulève l'enthousiasme. Il y développe une théorie des « races conquérantes » et des « races conquises », dont l'antagonisme séculaire expliquerait toute l'histoire des peuples. Écrit dans un style à la fois précis et romanesque, l'ouvrage est toutefois dominé par l'opinion erronée selon laquelle la liberté anglo-saxonne résista à l'invasion normande puis survécut à la défaite grâce à la monarchie parlementaire.
Dans cet ouvrage, il raconte une version, dans laquelle au lendemain de la bataille d'Hastings, des moines de l’abbaye de Waltham se mettent en quête de la dépouille du roi saxon Harold, tué d’une flèche dans l’œil, pour lui donner une sépulture décente. Après de vaines recherches, ils requièrent l’aide de sa maîtresse, Édith, surnommée « la belle au cou de cygne ». Le tableau d'Horace Vernet en 1828 conservé au Musée Thomas-Henry de Cherbourg, s’inspire de cet épisode.
Atteint de la syphilis, plusieurs symptômes vont très tôt entraver son travail. En 1826, il doit engager des secrétaires. Quelques années plus tard, il est presque aveugle, ce qu'une légende tenace expliquera par son travail acharné.
Pourtant, il poursuit son œuvre. En 1827, il réédite ses Lettres sur l'histoire de France, augmentées de quinze additions. Il y décrit les épisodes les plus frappants de l'apparition des communes médiévales. Les chroniques des XIe et XIIe siècles, et quelques chartes communales, lui ont fourni les bases d'un solide édifice. Pour cette raison, ce travail s'avère plus convaincant que son Histoire de la conquête de l'Angleterre par les Normands. Cependant, trop enclin à généraliser des faits mémorables mais isolés, il transmet au public, et aussi à certains historiens, des idées inexactes sur une question particulièrement complexe.
En 1828, son état de santé s'aggrave : il est atteint d'un tabès dorsal qui le paralyse. Immobilisé et aveugle, il est accueilli par la famille d'Espine. Il noue alors une amitié épistolaire avec Chateaubriand.
Le 7 mai 1830, il devient membre de l'Académie des inscriptions et belles-lettres.
Il soutient ardemment la Révolution de Juillet, qui porte ses amis au pouvoir. François Guizot lui octroie une pension et nomme son frère, Amédée, préfet de la Haute-Saône. Ce dernier l'invite chez lui pour se reposer. Il arrive à Vesoul le 22 avril 1831 et passe quatre ans dans la région. Il y rencontre Julie de Querengal, qu'il épouse le 6 novembre 1831 à Luxeuil-les-Bains ; elle devient sa plus proche et fidèle collaboratrice.
En 1834, il réédite, sous le titre Dix ans d'études historiques, ses premiers essais parus dans le Censeur européen et le Courrier français. Dès 1833, il publie aussi ses Récits des temps mérovingiens où il restitue, sous une forme vivante et dramatique, quelques-unes des chroniques les plus célèbres de Grégoire de Tours tout en exprimant sa propre philosophie politique : reprenant sa théorie des « races conquérantes » et des « races conquises », il oppose cette fois-ci l'« esprit de discipline civique » des Romains aux « instincts violents de la barbarie » des Francs. Parues tout d'abord dans la Revue des deux Mondes, puis regroupées en volumes précédés d'une introduction traitant des Considérations sur l'histoire de France, ces narrations sont illustrées par le peintre Jean-Paul Laurens. En 1841, l'ouvrage reçoit le grand prix Gobert à vie de l'Académie française.
En 1835, le duc d'Orléans lui offre la direction de sa bibliothèque. En parallèle, son protecteur Guizot lui confie la direction de grandes publications historiques, dont il tire en 1850 un Essai sur le Tiers état.
Il est également chargé de publier des Documents inédits, sélection d'actes jalonnant l'histoire du Tiers état. Aidé de collaborateurs zélés tels Félix Bourquelot, Charles Louandre ou Ernest Renan, il compile ces documents - limités toutefois à la partie septentrionale de la France - dans le Recueil des monuments inédits de l'histoire du Tiers état (1850-1870). La préface de cet ouvrage est publiée séparément sous le titre Histoire du Tiers état.
Chagrins personnels et soucis de santé assombrissent la fin de sa vie. Son épouse Julie de Querengal, femme intelligente et collaboratrice dévouée, meurt le 8 septembre 1844. La Révolution de 1848 lui inflige un dernier coup en ruinant son interprétation de l'histoire nationale basée sur la concorde. De plus, elle le prive d'une grande partie des rentes que lui avait octroyées Guizot. En constatant le renversement de la bourgeoisie libérale, il ne dissimule pas son désarroi : il avait posé la constante ascension des classes moyennes comme postulat expliquant l'Histoire moderne.

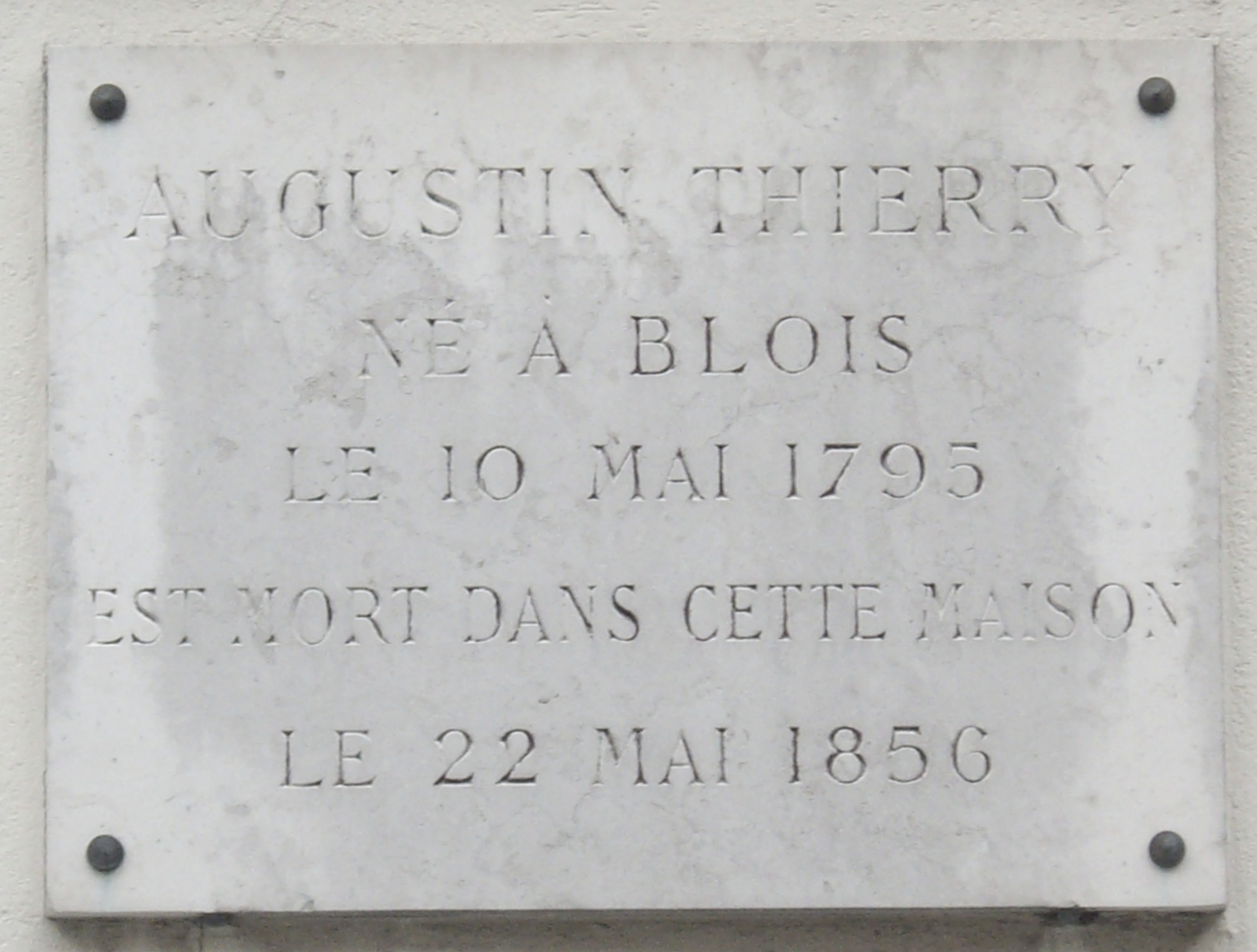
Plaque 32 rue du Montparnasse (6e arrondissement de Paris), où il est mort.

Il commence alors à se détacher de ses opinions rationalistes et à se rapprocher de l'Église. Quand les auteurs catholiques lui reprochent ses « erreurs historiques », il promet de les corriger : de fait, on ne trouve plus, dans la dernière édition de l'Histoire de la conquête de l'Angleterre par les Normands, ses jugements sévères de jadis sur la politique du Saint Siège. Sans renier ses amis libéraux, il recherche dorénavant la compagnie de prêtres éclairés. Peu avant sa mort, il semble disposé à embrasser la foi catholique.
Augustin Thierry meurt à Paris des suites d'une ataxie le 22 mai 1856, âgé de 61 ans, au 32 rue du Montparnasse.
Il repose au cimetière du Montparnasse (19e division), auprès de son épouse et de son frère.

## Distinctions
- Commandeur de la Légion d'honneur (24 avril 1845)[8]

## Publications
- Conquête de l'Angleterre par les Normands (1825)
- Essai sur l'histoire de la formation et des progrès du tiers état, Genève, Mégariotis Reprints, 1978 .
- Récits des temps mérovingiens (1840), Bruxelles, Complexe, 1995, coll. Historiques, 94. Rééd. Bouquins, 2025.
- Recueil des monuments inédits sur l'histoire du tiers état, Paris, éd. du CTHS, 1970.
- Vie et mort de Thomas Becket, Paris, Table ronde, 2002, coll. La petite vermillon, 165.
- Lettres sur l'histoire de France (1827), Aude Déruelle éd., Classiques Garnier, 2012.

## Portrait
- David d'Angers, Profil, médaillon, bronze, Musée de la vie romantique, Paris